# Quando volano i fenicotteri
Quando volano i fenicotteri. Ascesa e declino del movimento dei consumatori è un saggio scritto da Carlo Pileri nel 2012.

## Contenuto
Il saggio tratta della storia del movimento dei consumatori italiano, con particolare riferimento agli anni dal 1998 (anno in cui è stata approvata la legge 281/98 che riconosce come soggetti giuridici le associazioni dei consumatori) al 2012. È la prima storia ragionata e documentata delle azioni messe in atto dalle associazioni consumeriste, ed risulta di particolare interesse sia per chi voglia approfondire questa tematica sia per una ricostruzione storica degli eventi che hanno caratterizzato 15 anni di storia italiana.
Il libro ha la caratteristica di essere scritto in prima persona ed al tempo presente, seguendo, pur essendo un saggio, lo stile di un racconto. La nascita e la fine dell'Intesa dei consumatori, occupa il primo, e più lungo capitolo del libro. Emergono molti fatti inediti di quegli anni (2002-2007) e retroscena che a distanza di tempo permettono di ricostruire i perché di scelte che hanno cambiato la storia dei consumatori italiani, fino ad allora marginali rispetto alle istituzioni ed alle imprese, e invece da allora in poi entrati a far parte dei soggetti sociali riconosciuti e spesso corteggiati da politici e da imprese.
Nella prefazione al libro Giorgio Benvenuto scrive  "... Le occasioni sprecate, le battaglie perdute, i limiti del sistema politico italiano, le cadute di rappresentatività dei diversi soggetti sociali appaiono, scompaiono, ricompaiono nella lettura del libro. Dal groviglio delle questioni irrisolte si dipana il filo del racconto che vuole chiarire gli aspetti più intricati e controversi della storia recente dei consumatori. Non mancano le critiche amare e pungenti per i protagonisti delle forze sociali e delle forze politiche. L'accusa di fondo è quella del mancato impegno nella costruzione di una vera, forte, grande intesa tra le associazioni dei consumatori. È un racconto critico, immune da ciechi entusiasmi o da preconcette avversioni; non è una agiografia, ma una puntuale descrizione dei fatti e delle vicende dell'ADOC. Carlo Pileri sollecita il lettore e ne stimola la curiosità. Eccita nelle fasi di stanchezza, consola nelle ore di sconfitta. Sa che per raccontare deve spiegare un mondo da far comprendere. La storia dell'ADOC è raccontata con maestria, con dovizia di particolari, con una ricchezza di argomenti, con inediti e ironici retroscena."
Il primo capitolo del libro affronta la nascita e lo sviluppo dell'esperienza dell'IntesaConsumatori. In 60 pagine è riassunta una storia finora inedita di quella stagione del movimento consumerista italiano: i retroscena della nascita dell'IntesaConsumatori, i sette scioperi della spesa, il premio amico del consumatore dato ogni anno a chi aveva meglio operato a favore dei consumatori, le decine di battaglie in difesa di consumatori e  risparmiatori (da quella per i bond argentini, ai mutui usurai, alla Parmalat, all'introduzione dell'Euro, alle tariffe autostradali) sono ricostruiti e commentati anche dai protagonisti di quegli anni (Trefiletti, Rienzi) che intervengono al termine del libro con contributi sotto forma di interviste.
I capitoli successivi descrivono l'Italia di quegli anni, dall'introduzione dei telefonini, alla diffusione di internet, al boom degli investimenti azionari nel nuovo mercato, ed alle conseguenti perdite e delusioni per gli investitori fai da te.
La terza parte del libro ricostruisce la storia dell'ADOC, la sua nascita, la crescita e i congressi, i contrasti col sindacato, i consensi e l'espansione.
L'ultimo capitolo, intitolato la Fine, come la canzone di Nesli cantata da Tiziano Ferro e riportata all'inizio del capitolo, affronta i giorni della conclusione dell'esperienza dell'IntesaConsumatori, le difficoltà a ritrovare alleanze tra le associazioni, e quindi la frammentazione dell'associazionismo, che non ha più avuto la capacità di incidere nelle vicende italiane, ritagliandosi un ruolo marginale.
Sono riportati interessanti contributi inediti per la ricostruzione della storia del movimento die consumatori degli anni 2000 raccolti dall'autore in interviste ad alcuni dei protagonisti: Rosario Trefiletti Presidente della Federconsumatori, Carlo Rienzi Presidente del Codacons e di Stefano Masini, esponente di primo piano della Coldiretti, che ha seguito l'evoluzione del movimento dei consumatori tra il 2002 e il 2009.

## Edizioni
Il libro è edito nella versione di carta dalla Fondazione Bruno Buozzi di Giorgio Benvenuto. Nella versione eBook da Pensieri e Parole Editrice di Padova.